# Kościół Podwyższenia Krzyża Świętego w Smardach Górnych
Kościół Podwyższenia Krzyża Świętego – rzymskokatolicki kościół parafialny Parafii Podwyższenia Krzyża Świętego w Smardach Górnych znajdujący się we wsi Smardy Górne, należący do dekanatu wołczyńskiego w diecezji kaliskiej.

## Historia
Kościół w Smardach Górnych został wybudowany w 1893 roku w miejsce kościoła drewnianego z 1636 roku. Kościół wzniesiono w stylu neogotyckim. Teren przykościelny sąsiaduje z miejscowym cmentarzem parafialnym. Obok kościoła znajduje się również współczesna kaplica cmentarna oraz nagrobek ks. Kazimierza Walkow (1910–1960), który zapewne był I powojennym proboszczem Smard. Do lat 70. XX wieku na placu znajdował się również pomnik poległych w czasie I wojny światowej.

## Architektura i wnętrze

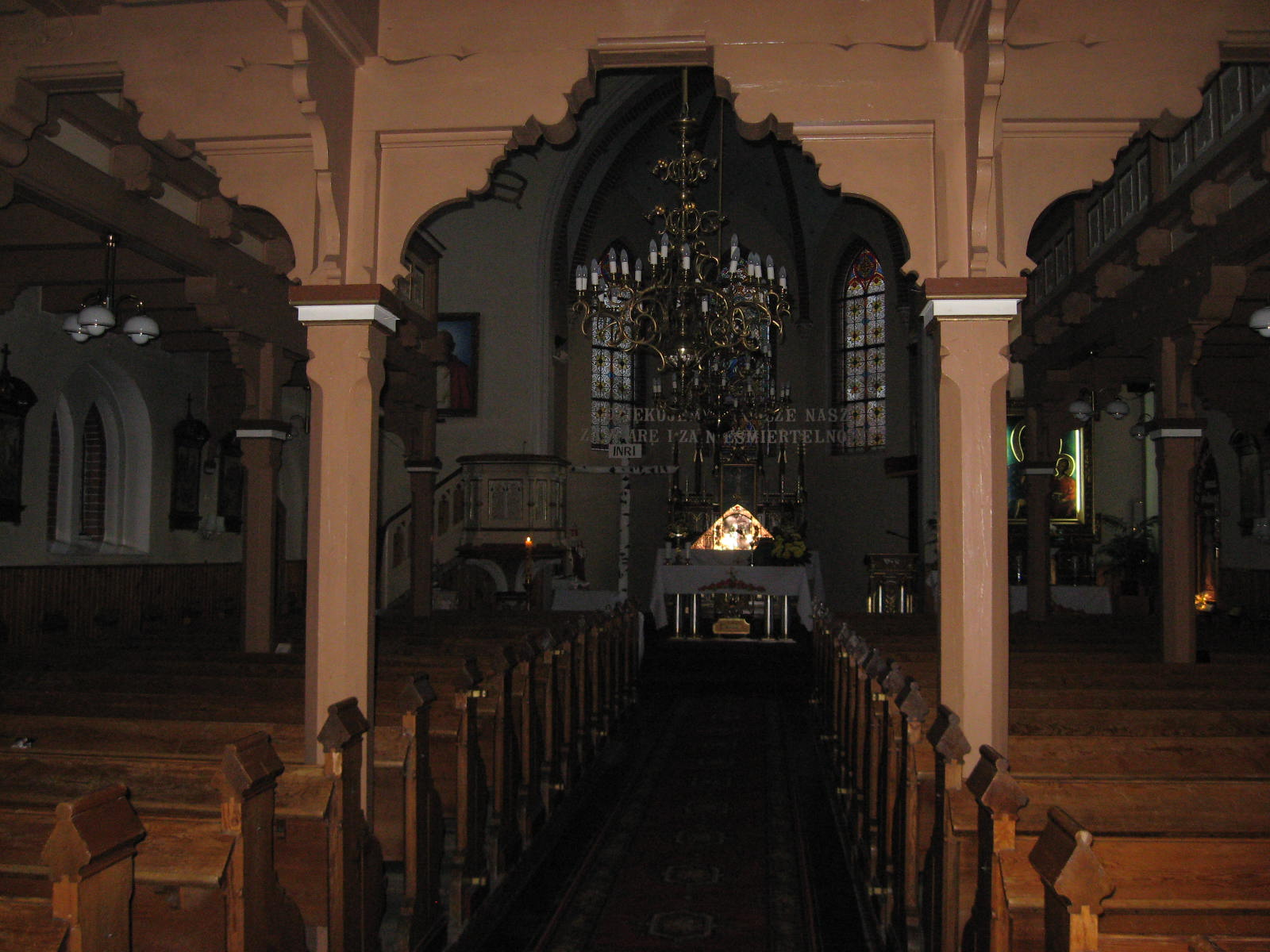
Wnętrze kościoła

Świątynia powstała na planie prostokąta. Składa się z jednej nawy głównej, która nakryta jest dwupłaszczyznowym dachem, na którego krańcach znajdują się ceglane szczyty w formie schodkowej, z motywem nieotynkowanych, potrójnych blend. W dolnej części znajduje się rząd zdwojonych, ostrołukowych okien, a wyżej kilka dużych okien w witrażami, również zamkniętych łukiem ostrym. Od zachodu posadowiona jest wieża czworoboczna, przez którą wiedzie wejście do kruchty, a potem do wnętrza kościoła. Dekoracja jest również neogotycka, na trzech zaznaczonych gzymsem piętrach: fryz, blendy i okna zdwojone ostrołukowe oraz zegar. Zwieńczenie konstrukcji to dach w postaci wielobocznego ostrosłupa, zakończony iglicą z krzyżem. Wewnątrz kościoła znajdują się trzy ściany nawowe otoczone matroną wspartą na filarach, na której znajduje się prospekt organowy. Od wschodu kościół zamyka prezbiterium ze ścianą wieloboczną, niższe od nawy.

## Dzwony
Na kościelnej wieży znajdują się dwa dzwony, pochodzące z okresu międzywojennego.
W 2021 roku przeszły remont wykonany przez firmę Rduch Bells & Clocks, w którym wymieniono serca, jarzma oraz zautomatyzowano mniejszy dzwon.
|            | Materiał | Waga    | Ton uderzeniowy | Średnica (cm) | Rok odlania | Odlewnia                       |
| ---------- | -------- | ------- | --------------- | ------------- | ----------- | ------------------------------ |
| Mały dzwon | Brąz     | ~150 kg | dis"(+)         | 61 cm         | 1936        | Franz Schilling Söhne, Apolda  |
| Duży dzwon | Żeliwo   | ~650 kg | a'(-)           | 117 cm        | 1924        | Schilling & Lattermann, Apolda |

## Galeria

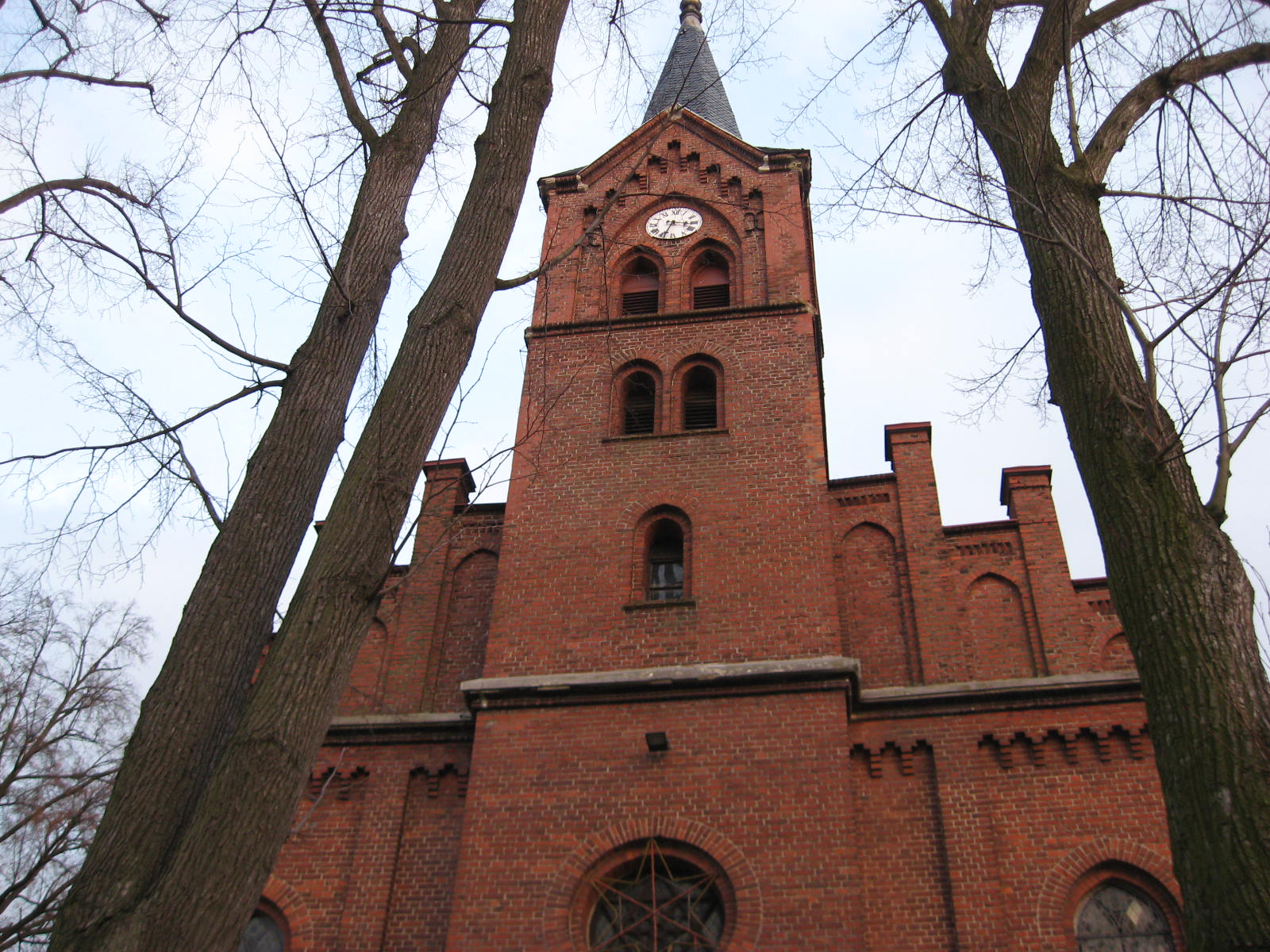
Wieża kościoła
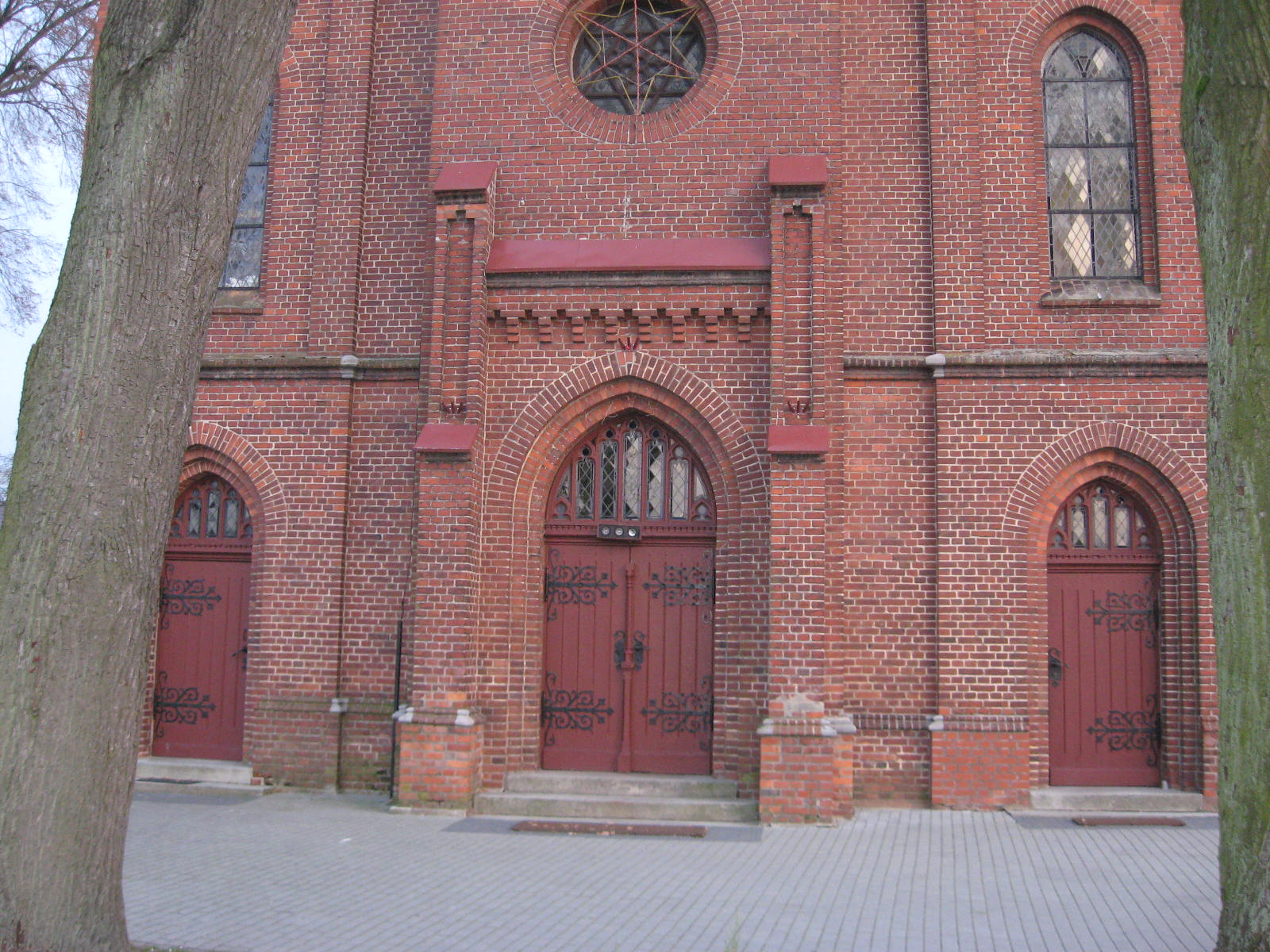
Wejście główne
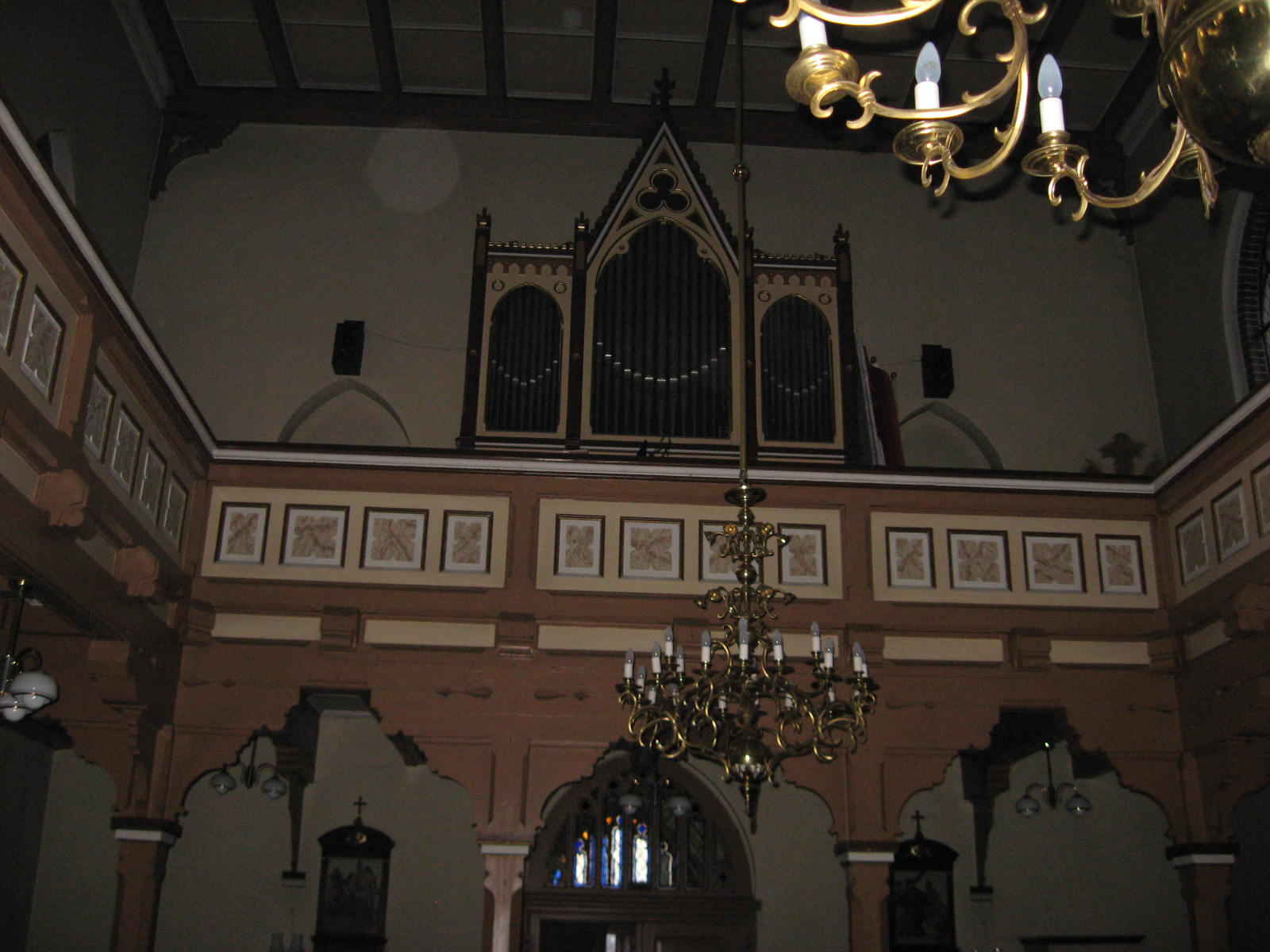
Organy
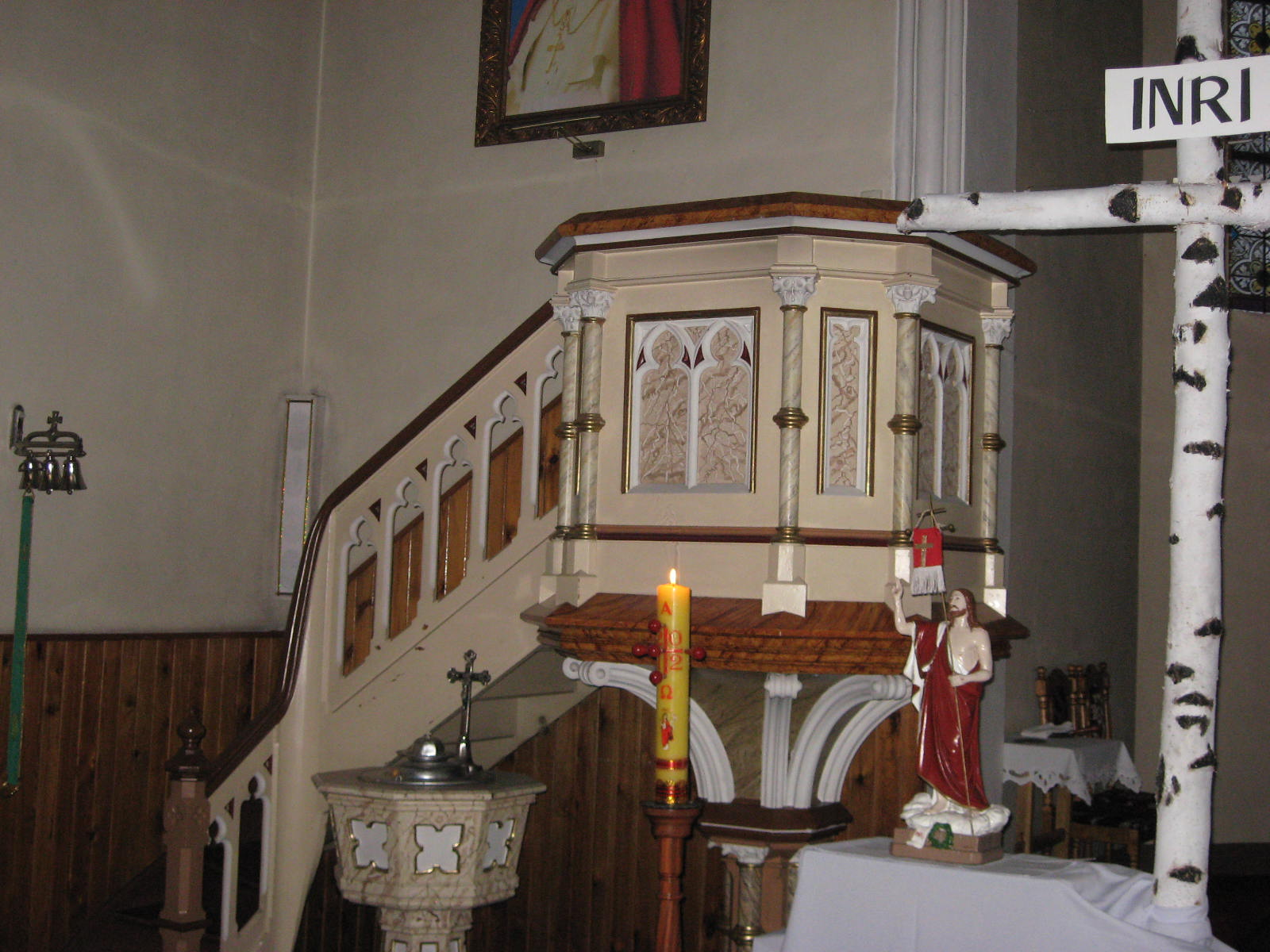
Ambona
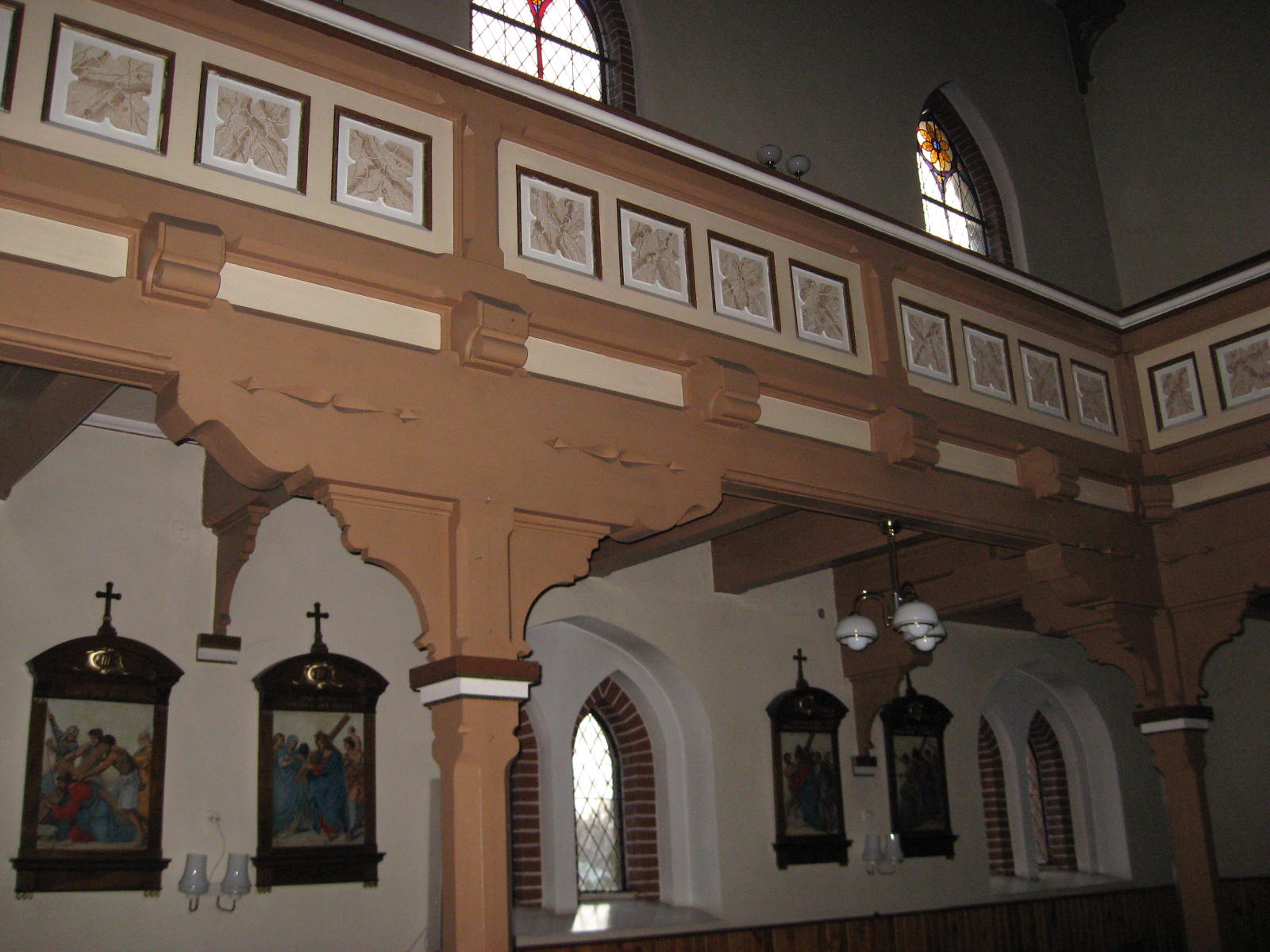
Empora
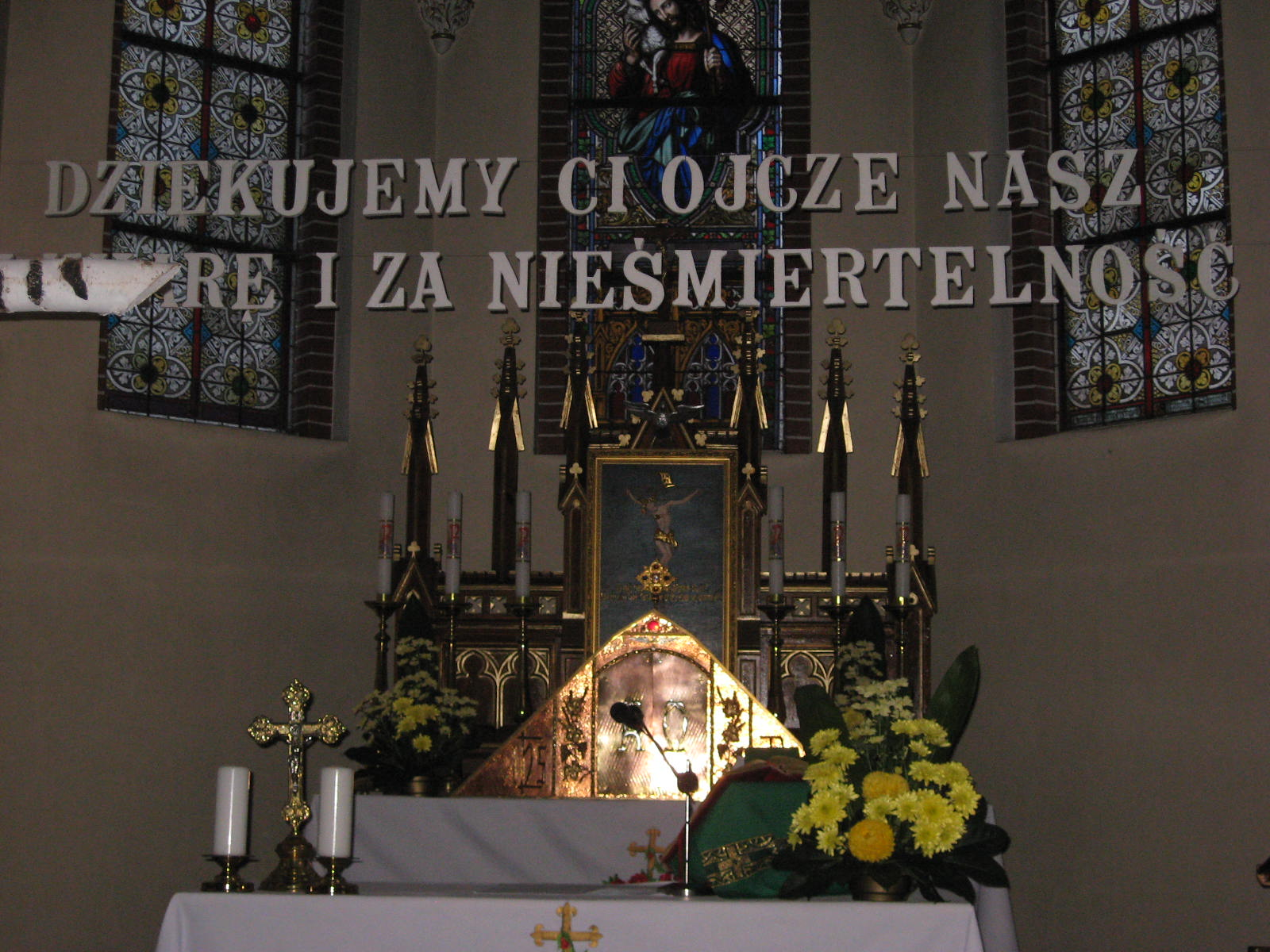
Ołtarz główny